# Vao (langue)
Pour les articles homonymes, voir Vao.
Le vao est une langue océanienne parlée par 1 900 locuteurs au Vanuatu, sur la petite île Vao ainsi qu’au nord de Malekula.